# Chronometer
Die Bezeichnung Chronometer (sächlich, umgangssprachlich auch männlich, von altgriechisch χρόνος chrónos „Zeit“ und μέτρον métron „Maß, Maßstab“) steht für besonders präzise ortsveränderliche mechanische Uhren, wie sie früher besonders zur Zeitbestimmung und zur Navigation auf Schiffen und Flugzeugen benötigt wurden. Kennzeichnend ist die Verwendung eines Unruh-Spirale-Schwingsystems in Verbindung mit einer Chronometerhemmung.
Hochgenaue ortsfeste mechanische Uhren sind Pendeluhren. Sie werden nicht als Chronometer, sondern als Präzisionspendeluhren bezeichnet.
Das Chronometerwerk ist in einem Messinggehäuse, das oben durch einen Schraubring mit Glas verschlossen ist, untergebracht. Das Gehäuse ist in einem Holzkasten kardanisch aufgehängt. Der Kasten wird mit einem Deckel abgedeckt, der meist mit einer Glasscheibe versehen ist.
Bis etwa 1970 dienten tragbare Beobachtungsuhren dem Abgleich zwischen einem Zeitnormal (z. B. Präzisionspendeluhr eines Observatoriums) und einem bzw. mehreren Chronometern.
Der Begriff Chronometer wird häufig auch für hochwertige und präzise Uhren (insbesondere Armbanduhren) verwendet. Sofern es sich dabei um mechanische Uhren handelt, sind diese jedoch nicht mit Chronometerhemmungen, sondern mit Anker- oder Koaxialhemmungen ausgestattet. Offiziell dürfen solche Uhren nur dann als Chronometer bezeichnet werden, wenn sie einer entsprechenden Prüfung unterworfen wurden.
Nicht zu verwechseln ist der Begriff mit dem des Chronographen (oder Chronografen), der eine Uhr mit zusätzlicher Stoppfunktion beschreibt bzw. für Registriereinrichtungen (Bandchronograf, Druckchronograf) verwendet wird.

## Geschichte

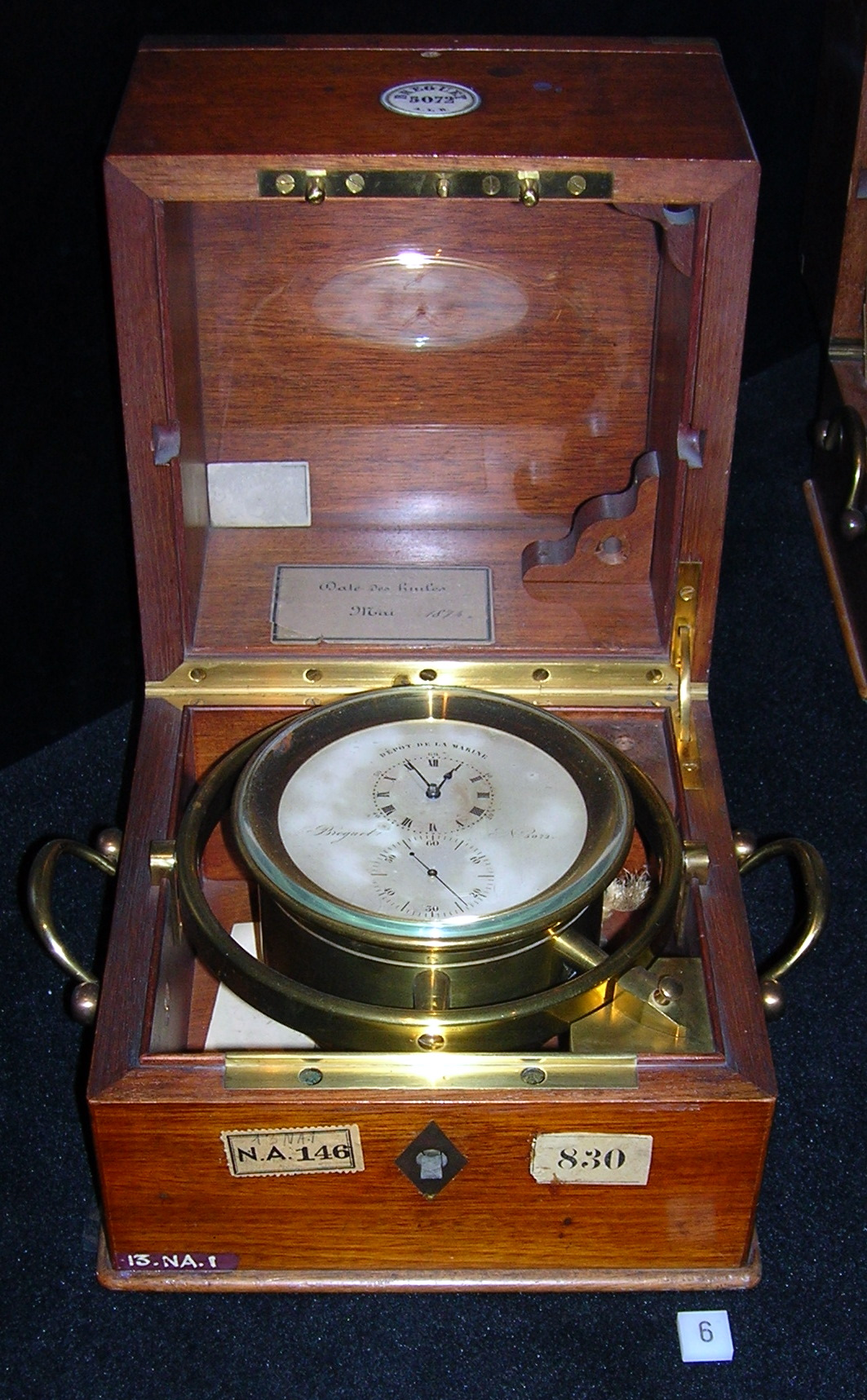
Marinechronometer von Breguet

Die Entwicklung genauer Uhren wurde vom Tischler und autodidaktischen Uhrmacher John Harrison eingeleitet. Die britische Regierung hatte 1714 einen hohen Preis für die Lösung des Längenproblems ausgesetzt – einer Methode zur exakten Bestimmung der geografischen Länge auf See. Harrisons Lösung, eine präzise Räderuhr, verärgerte zeitgenössische Astronomen und Wissenschaftler, die stattdessen nach anderen Lösungen (Monddistanz von Sternen, Erdmagnetfeld) für das Problem suchten. Harrison war letztendlich zwar erfolgreich, sein Modell aber zu teuer. Seine später H4 genannte Uhr verwendete zwar eine Unruh, jedoch noch keine Chronometerhemmung, sondern eine Spindelhemmung. Eine der Weiterentwicklungen des vierten und letzten Modells Harrisons schuf 1778 der Uhrmacher John Arnold (1736–1799), der 1780 den Begriff Chronometer prägte, um damit sein Instrument zu bewerben. Die Chronometerhemmung geht u. a. auch auf Arnold zurück, jedoch schuf Thomas Earnshaw 1790 die dann letztlich verwendete Form.
Lange Zeit blieb die Chronometerfertigung eine handwerkliche Tätigkeit. Vor allem in England und Frankreich wurden einzelne Details immer weiter perfektioniert. 1777/78 wurde auch ein von Johann Thiel (auch Thiele, Thiellen) aus Bremen gebautes Chronometer vom englischen Board of Longitude geprüft, doch erfüllte es trotz raffinierter Details nicht die Anforderungen. In Deutschland gelang es trotz einzelner bahnbrechender Arbeiten wie z. B. der von Christian Friedrich Tiede (seit 1825 in Berlin) erst relativ spät – um 1880 – gleichwertige Chronometer zu fertigen. Zuvor wurden dafür englische und seltener auch französische Rohwerke importiert. Schweizer Chronometermacher entwickelten Ende des 19. Jahrhunderts rationellere Fertigungsmethoden mit austauschbaren Teilen. In Deutschland wurde erst in der Kriegswirtschaft der 1940er Jahre die industrielle Fertigung eines herstellerübergreifend genormten „Einheitschronometers“ aufgebaut. Dafür wurden zahlreiche Handwerker zwangsverpflichtet. Auch die Hamilton Watch Company in den USA entwickelte die industrielle Chronometerfertigung erst unter dem Einfluss der Kriegswirtschaft.

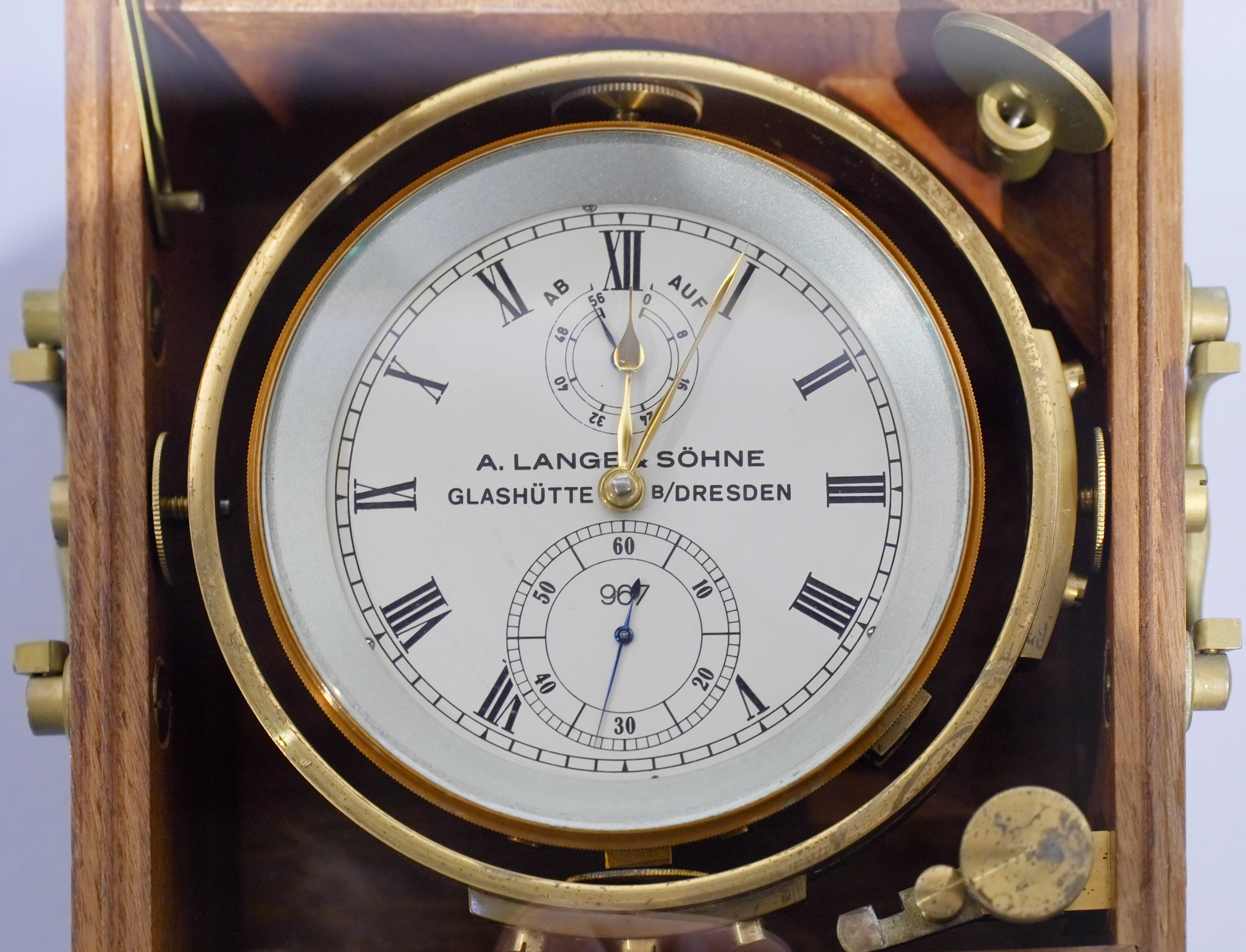
Marinechronometer der Firma A. Lange & Söhne Glashütte (1948), GeoForschungsZentrum Potsdam

Zentren des Chronometerbaus in Deutschland waren Hamburg und Altona, Bremen und Glashütte (Sachsen). Außer in England und Frankreich wurden Chronometer im 19. Jahrhundert unter anderem in Amsterdam (von Andreas Hohwü), Kopenhagen (von Carl Ranch im Auftrage der britischen Marine) und in der Schweiz (von Abraham Louis Breguet und Ulysse Nardin) gebaut. In Russland baute die Erste Moskauer Uhrenfabrik seit den 1930er Jahren Chronometer in Kooperation mit Frankreich, nach dem Zweiten Weltkrieg aufgrund von Fertigungsunterlagen deutscher Hersteller.
Marinechronometer waren bis zum Ende des Zweiten Weltkriegs weit verbreitet und wurden auch danach im Bereich der Kriegsmarinen weiter eingesetzt. Der Niedergang der mechanischen Chronometer begann um 1960 durch die Erfindung der Quarzuhr, deren Ganggenauigkeit gleich um zwei bis drei Zehnerpotenzen besser wurde. Für die klassischen Chronometer als Navigationsinstrumente war damit kaum mehr Bedarf vorhanden. Heute navigieren Schiffe zwar überwiegend mit dem Global Positioning System (GPS), das ebenfalls auf hochpräziser Zeitmessung beruht, doch sind für den Notfall weiterhin Instrumente der Astronavigation und zugehörige Tabellen mitzuführen.
Die zur Längenbestimmung notwendige Standard- bzw. Weltzeit steht heute überall durch genaue Quarzuhren bzw. Zeitsignale zur Verfügung, die ihrerseits durch ein weltweites Netz von Atomuhren gesteuert werden.
Auch heute werden für Sammler und Liebhaber noch Marinechronometer hergestellt.

## Chronometerprüfung
Offiziell darf ein Gerät nur dann als Chronometer bezeichnet werden, wenn es von einem Observatorium oder einer offiziellen Gangkontrollstelle in einem standardisierten Messverfahren getestet wurde.
Verschiedene Observatorien boten Chronometerprüfungen an. Das Observatorium in Paris (1671–1891) begann mit Prüfungen, gefolgt von Greenwich (1675–1886), Liverpool (1843, mit Zertifizierungsstandards ab 1893), Hamburg (1877), Yale (1879), Kew-Teddington (1883), Leipzig (1883) und Besançon (1885).

### Chronometerprüfung in der Schweiz

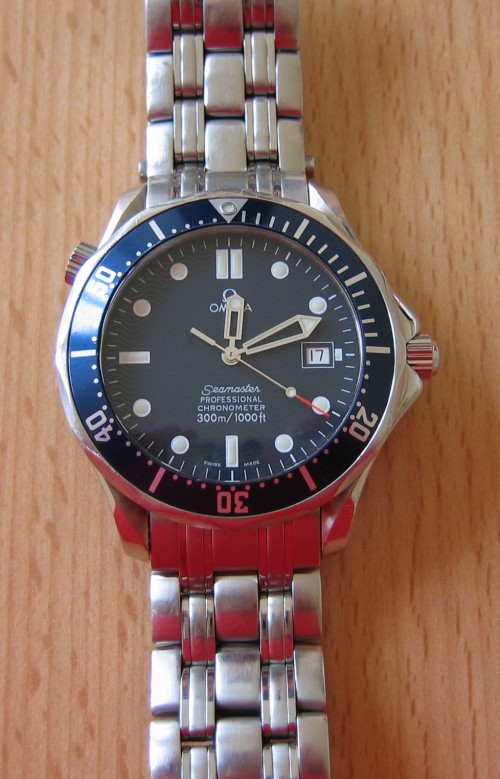
Ein offiziell zertifiziertes Chronometer

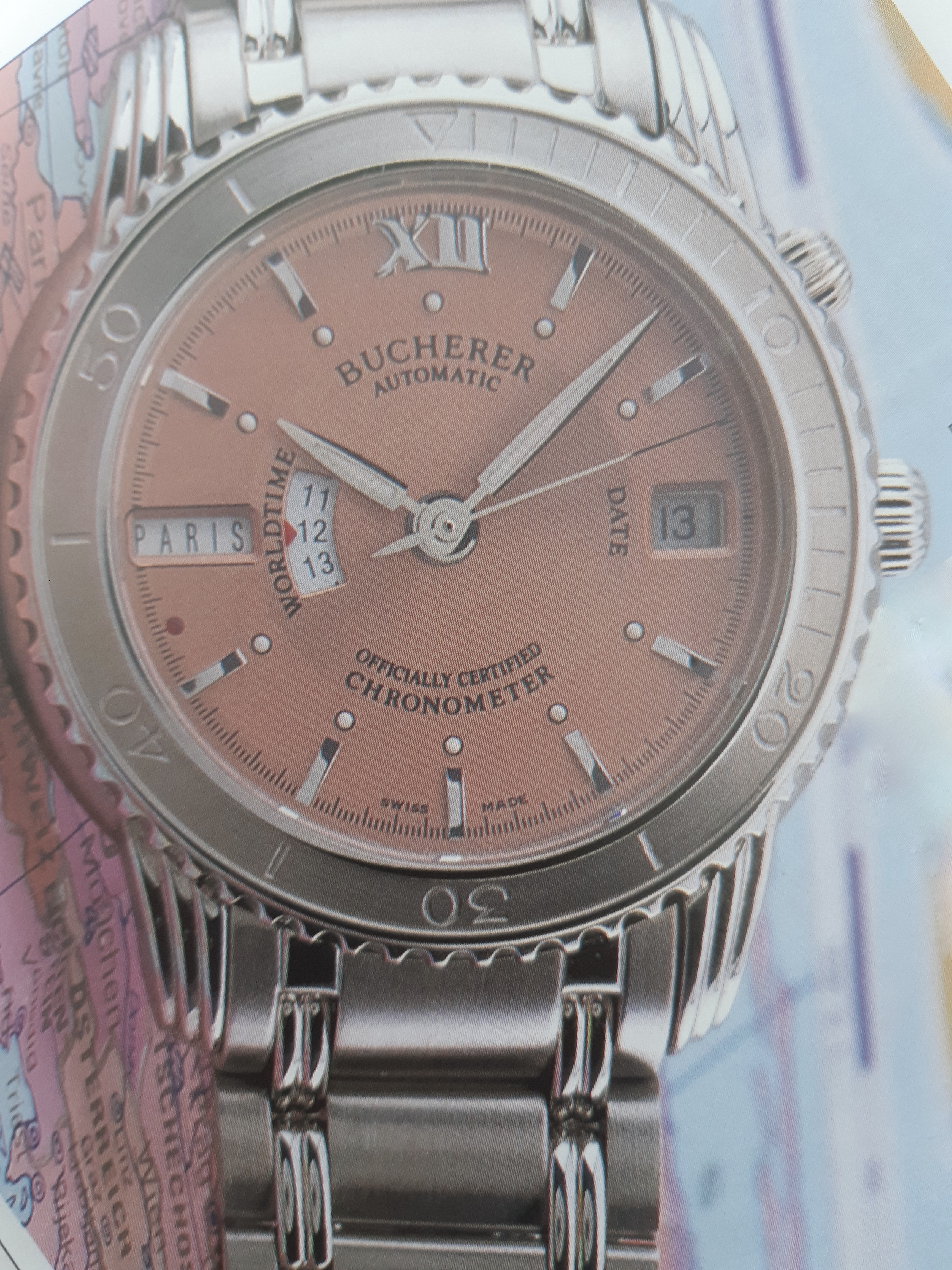
Offiziell zertifiziertes Chronometer, Bucherer Archimedes World Time 1997

Als offizielles Chronometer darf sich eine Uhr nur dann bezeichnen, wenn ihr Schweizer Uhrwerk eine Prüfung (nach NIHS 95-11 / ISO 3159) des unabhängigen Schweizer Observatoriums Contrôle officiel suisse des chronomètres (COSC) bestanden hat. Erhält das Werk einer Uhr das COSC-Zertifikat, so versieht der Hersteller die Uhr üblicherweise mit dem Schriftzug Chronometer. Nach bestandener Prüfung erhält das Werk ein entsprechendes Zertifikat, das seine Ganggenauigkeit bescheinigt. Es enthält folgende Informationen:
| Prüfkriterium                                                              | Prüfkriterium | Toleranz            | Toleranz            |
|                                                                            | Abk.          | Werk > 20 mm        | Werk < 20 mm        |
| -------------------------------------------------------------------------- | ------------- | ------------------- | ------------------- |
| mittlerer täglicher Gang                                                   | M             | −4 bis +6 Sek./Tag  | −5 bis +8 Sek./Tag  |
| mittlere tägliche Gangabweichung                                           | V             | max. 2 Sek./Tag     | max. 3,4 Sek./Tag   |
| größte Gangabweichung                                                      | Vmax          | max. 5 Sek./Tag     | max. 7 Sek./Tag     |
| Differenz zwischen horizontal und vertikal                                 | D             | −6 bis +8 Sek./Tag  | −8 bis +10 Sek./Tag |
| größte Differenz zwischen dem mittleren täglichen Gang und einem der Gänge | P             | max. 10 Sek./Tag    | max. 15 Sek./Tag    |
| Primärer Kompensationsfehler (Gangabweichung pro °C)                       | C             | max. 0,6 Sek./Tag°C | max. 0,7 Sek./Tag°C |
| Wiederaufnahme des Ganges (Vergleich 1. und 2. Tag mit dem 15. Tag)        | R             | max. 5 Sek./Tag     | max. 6 Sek./Tag     |

Bei Quarzwerken dauert die Prüfung elf Tage und es gelten die folgenden Werte:
| Prüfkriterium                                                       | Toleranz            |
| ------------------------------------------------------------------- | ------------------- |
| mittlerer täglicher Gang bei 23 °C                                  | max. ±0,07 Sek./Tag |
| Gang bei 8 °C                                                       | max. ±0,2 Sek./Tag  |
| Gang bei 38 °C                                                      | max. ±0,2 Sek./Tag  |
| Gangstabilität                                                      | max. 0,05 Sek./Tag  |
| Dynamischer Gang                                                    | max. ±0,05 Sek./Tag |
| Temporärer Effekt mechanischer Erschütterungen                      | max. ±0,05 Sek./Tag |
| Wiederaufnahme des Ganges (Vergleich 1. und 2. Tag mit dem 15. Tag) | max. ±0,05 Sek./Tag |
| Resteffekt mechanischer Erschütterungen (200 Schläge mit 100 G)     | max. ±0,05 Sek./Tag |

### Chronometerprüfung in Deutschland
Seit September 2006 existiert in der Sternwarte Wempe Chronometerwerke Glashütte i/SA die Deutsche Chronometerprüfstelle der Wempe KG. Sie wurde in Zusammenarbeit mit dem Landesamt für Mess- und Eichwesen Thüringen und dem Sächsischen Landesamt für Mess- und Eichwesen von der Physikalisch-Technischen Bundesanstalt (PTB) als Kalibrierlaboratorium und Außenstelle für Chronometerprüfungen des Deutschen Kalibrierdienstes (DKD) zertifiziert. Die Grenzwerte für mechanische Armbanduhren entsprechen (nach DIN 8319-1) bzw. ISO 3159 den oben genannten Schweizer Werten. Unterschiede zur Schweizer Prüfung gibt es bei Quarzuhren, bei denen folgende Prüfkriterien gelten:
| Prüfkriterium                                | Toleranz                      |
| -------------------------------------------- | ----------------------------- |
| Mittelwert des täglichen Ganges G(d)         | −0,3 ≤ G(d) ≤ 0,1 s/Tag       |
| Standardabweichung des täglichen Ganges S(G) | S(G) ≤ 0,3 s/Tag              |
| Gangänderungsrate A                          | −0,003 ≤ A ≤ 0,003 s/Tag²     |
| Temperaturkoeffizient C(1)                   | −0,04 ≤ C(1) ≤ 0,13 s/(Tag K) |
| Temperaturkoeffizient C(2)                   | −0,06 ≤ C(1) ≤ 0,04 s/(Tag K) |

Im Unterschied zur Schweizer Prüfung werden hier komplett montierte Armbanduhren geprüft. Die getesteten Stückzahlen sind im Vergleich zur COSC sehr viel geringer.

## Internationale Chronometrie-Wettbewerbe
Von 1872 bis 1968 wurden Chronometriewettbewerbe einzelner, meist zusätzlich regulierter Uhren im Neuenburger Observatorium durchgeführt. Die Wettbewerbe wurden jedoch dann aufgrund der Quarzkrise eingestellt. Seit 2009 veranstaltet das Uhrenmuseum Le Locle gemeinsam mit der Gemeinde Le Locle alle zwei Jahre einen Chronometriewettbewerb, dessen Durchführung von der COSC, der Haute Ecole ARC und dem Observatoire de Besançon organisiert wird.